# Renato Veiga
Pour les articles homonymes, voir Veiga.
Renato Veiga, né le 29 juillet 2003 à Lisbonne, est un footballeur international portugais qui évolue au poste d'arrière gauche, défenseur central gauche ou milieu défensif au Chelsea FC.

## Biographie
Né à Lisbonne au Portugal, Renato Veiga est le fils du footballeur international capverdien Nélson Veiga.

### Carrière en club
Veiga est formé entre le Real SC et le Sporting Portugal,. Il commence à jouer avec l'équipe reserve du Sporting lors de la saison 2021-2022, jouant son premier match avec l'équipe B le 3 décembre 2021.
En janvier 2023, Veiga rejoint le FC Augsbourg sous la forme d'un prêt payant jusqu'au 31 décembre 2023 avec une option d'achat,,.
Il fait ses débuts en Bundesliga le 11 février 2023 lors d'une défaite 1–3 contre le Mayence 05. Il dispute ensuite une douzaine de matchs, dont six comme titulaire en championnat, alternant entre les postes d'arrière gauche, défenseur central et milieu défensif.

### Carrière en sélection
Veiga est international avec l'équipe du Portugal des moins de 20 ans, dont il porte le brassard de capitaine. Il réalise sa première sélection avec l'équipe du Portugal le 12 Octobre 2024 face a la Pologne dans lequel il est titularisé et ou l'équipe gagne 3-1 a l'issue du match.

## Palmarès

### En sélection
- Portugal
  - Vainqueur de la Ligue des nations 2025